# Svenskt vattenarkiv
Svenskt vattenarkiv (Svar) är en databas som beskriver Sveriges avrinningsområden, vattendrag, sjöar och havsområden. Databasen innehåller information som position och flödesriktning av vattendragen samt mynningen av dessa till havsområdena. Den används inom Sveriges vattenförvaltning för att definiera områden för vilka miljökvalitetsnormer kan beskrivas. Databasen förvaltas av SMHI och innehåller  
- Havsområdesregistret
- Sjöregistret
- Vattendragsregistret
- Avrinningsområdesregistret